# امبرائر لجسی ۵۰۰
امبرائر لجسی ۵۰۰ (به انگلیسی: Embraer Legacy 500) یک هواپیمای ساختِ امبرائر در کشور برزیل است. این هواپیما در ۲۷ نوامبر ۲۰۱۲ میلادی نخستین پرواز خود را انجام داد.